# Джерело № 4 («Джерело Матері Божої»)

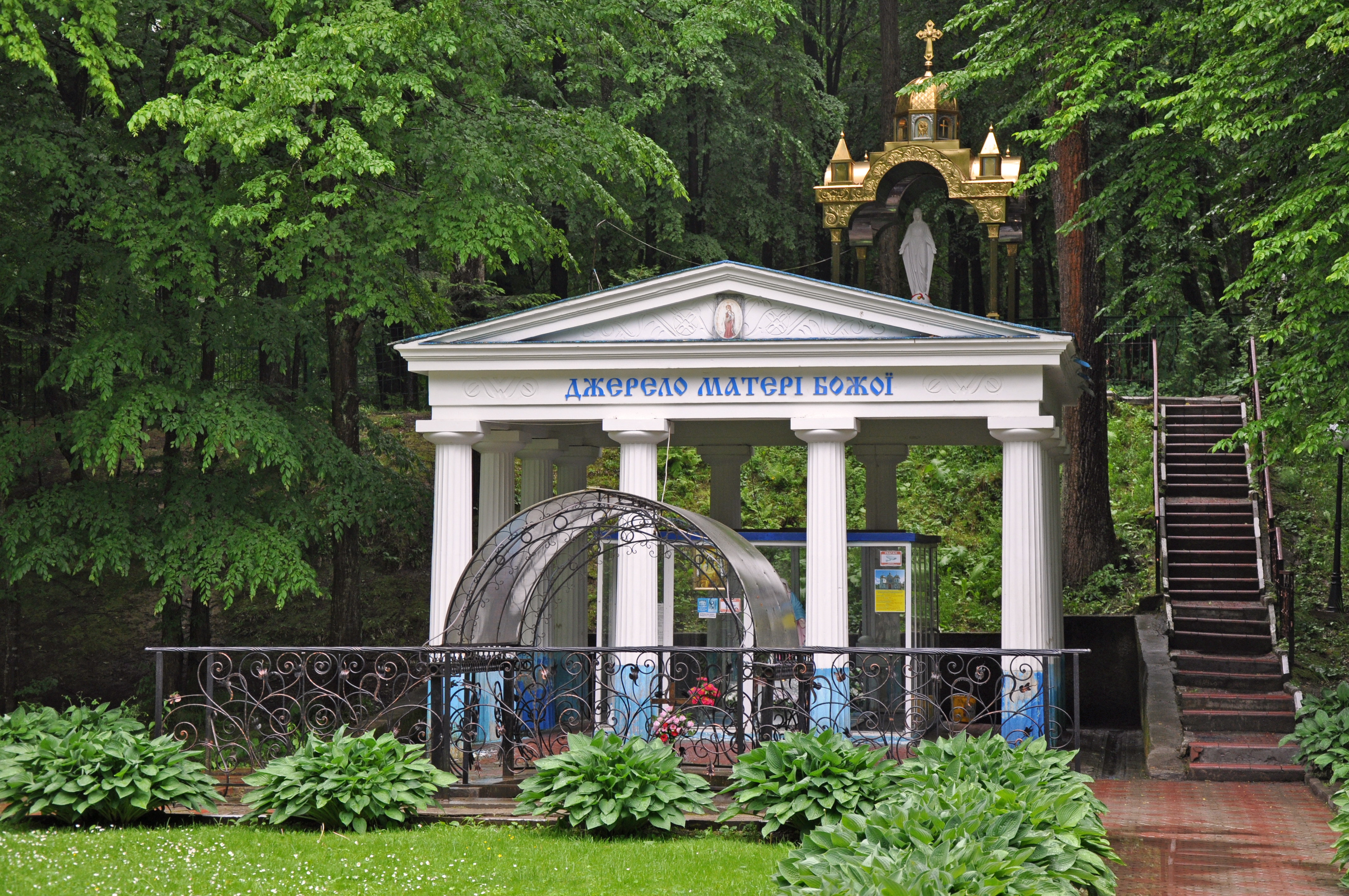
Джерело Матері Божої

Джерело́ № 4 («Джерело Матері Божої») — гідрологічна пам'ятка природи місцевого значення в Україні. Розташована в межах міста Моршина Львівської області, на вулиці Джерельній (неподалік від центрального бювета).
Площа 0,36 га. Статус надано 1984 року. Перебуває у віданні: Прикарпатська рада курорту.
Статус надано з метою збереження джерела мінеральної води (гідрокарбонатно-кальцієва, у домішку — калій, натрій, магній, залізо, сульфати).